# Rondibilis elongata minor
Rondibilis elongata minor es una subespecie de escarabajo longicornio del género Rondibilis, tribu Acanthocinini, subfamilia Lamiinae. Fue descrita científicamente por Breuning & Ohbayashi en 1964.
La especie se mantiene activa durante los meses de junio y julio.

## Descripción
Mide 5,5 milímetros de longitud.

## Distribución
Se distribuye por Japón.